# Relações internacionais dos Estados Unidos

Mapa que indica Estados e territórios que mantém relações diplomáticas com os Estados Unidos.
Os Estados Unidos
Nações com as quais os Estados Unidos têm relações diplomáticas formais
Nações com as quais os Estados Unidos não têm relações diplomáticas formais
Áreas disputadas

As relações internacionais dos Estados Unidos são a maneira com que o país interage com as nações estrangeiras e estabelece padrões de interação com organizações, empresas e cidadãos individuais. Os Estados Unidos são muito influentes no mundo. O alcance global dos Estados Unidos é apoiado por uma economia de 15 trilhões de dólares, o que equivale a aproximadamente um quarto do PIB global, e um orçamento militar de 711 bilhões de dólares, o que representa aproximadamente 43% dos gastos militares de todo o planeta. O Secretário de Estado dos Estados Unidos é o Ministro do Exterior e é o oficial do Estado encarregado pela diplomacia, embora o presidente tenha a autoridade final sobre a política externa; essa política inclui a definição do interesse nacional, bem como as estratégias escolhidas tanto para salvaguardar quanto para alcançar os seus objetivos políticos. O atual Secretário de Estado do país é Antony Blinken. 
O objetivo oficialmente declarado da política externa dos Estados Unidos, como mencionado na Agenda de Política Externa do Departamento de Estado, é o de "criar um mundo mais seguro, democrático e próspero para o benefício do povo americano e da comunidade internacional." Além disso, o United States House Committee on Foreign Affairs estabeleceu como alguns de seus objetivos jurisdicionais: "controles de exportação, incluindo a não-proliferação de tecnologia e hardware nuclear; medidas para fomentar relações comerciais com as nações estrangeiras e para salvaguardar os negócios americanos no exterior; acordos internacionais das commodities; educação internacional; e proteção dos cidadãos americanos no exterior e de expatriados." A política e a ajuda externa dos Estados Unidos têm sido objeto de muito debate, elogio e crítica, tanto internamente como no exterior.
Quando perguntado em 2010 se o WikiLeaks prejudicaria as relações dos Estados Unidos com outros países, o então Secretário de Defesa, Robert Gates, observou que "os governos lidam com os Estados Unidos porque isso é do seu interesse, não porque eles gostam de nós, não porque eles confiam em nós e não porque eles acreditam que nós podemos manter segredos."

## Principais aliados

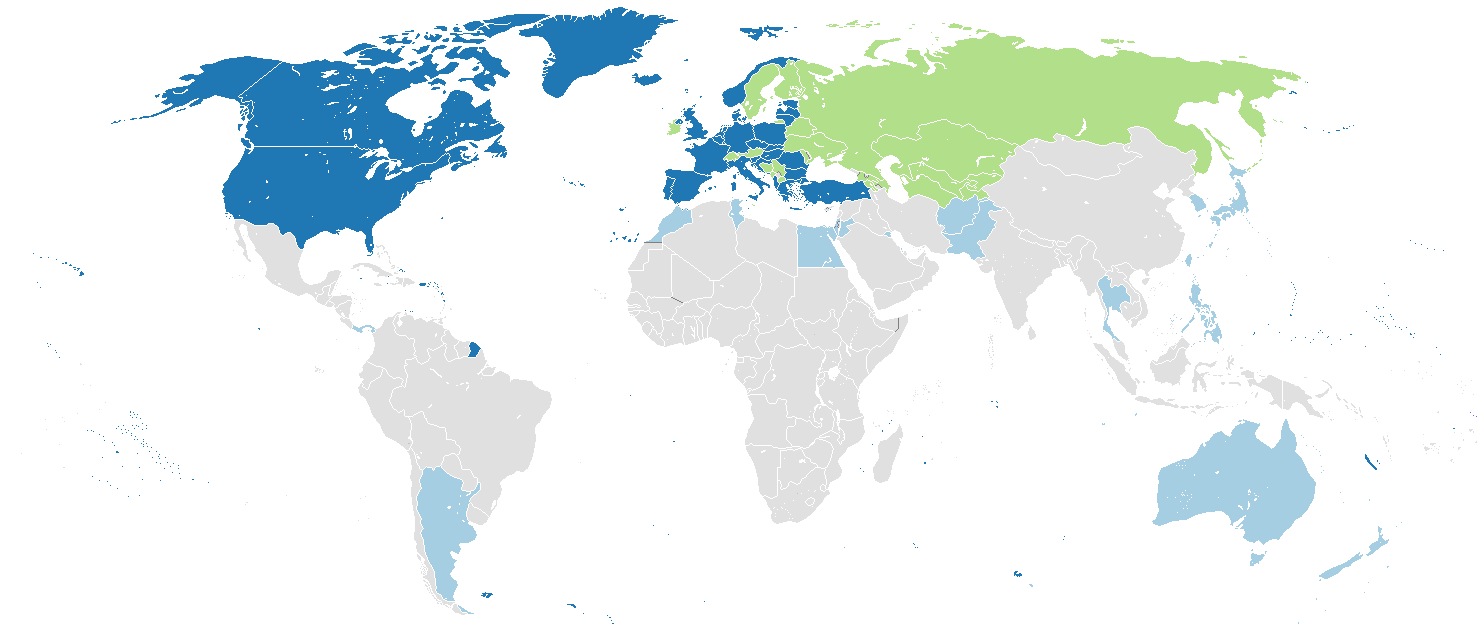
Mapa dos aliados dos Estados Unidos
Estados-membros da OTAN, incluindo suas colônias e possessões ultramarinas
Principais aliados extra-OTAN, além da República da China (Taiwan)
Signatários da Parceria para a Paz com a OTAN

### OTAN
Os Estados Unidos são um membro fundador da Organização do Tratado do Atlântico Norte (OTAN), a maior aliança militar do mundo. A aliança de 28 países é composta por Canadá e grande parte da Europa, incluindo a segunda maior força militar da OTAN, o Reino Unido. Nos termos da Carta da OTAN, os Estados Unidos são obrigados a defender qualquer Estado-membro da OTAN que for atacado por uma potência estrangeira. A OTAN é restrita às áreas norte-americanas e europeias. Em 1989, os Estados Unidos também criaram o estatuto de importante aliado extra-OTAN para cinco nações. Este número aumentou no final de 1990 e, após os ataques de 11 de setembro de 2001, passou a incluir 14 nações. Cada Estado têm uma relação única com os Estados Unidos, envolvendo várias parcerias e alianças militares e econômicas.

### Reino Unido

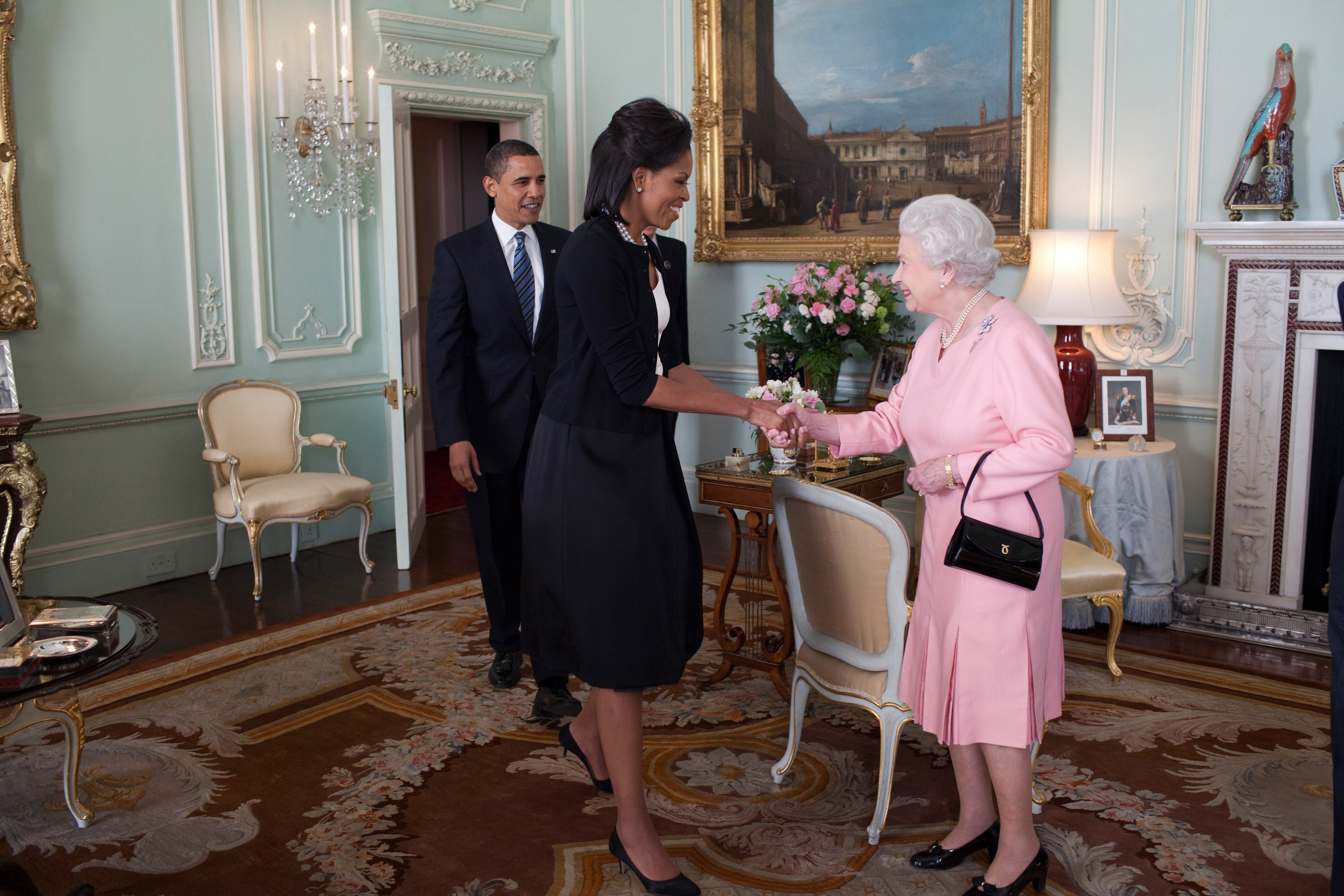
A Rainha Elizabeth II recepciona o Presidente Obama e a Primeira-Dama Michelle Obama no Palácio de Buckingham, em 1 de abril de 2009.

A política externa dos Estados Unidos afirma que a sua aliança com o Reino Unido como a sua relação bilateral mais importante no mundo, o que é evidenciado por assuntos políticos alinhados entre a Casa Branca e a 10 Downing Street, bem como operações militares conjuntas realizadas entre os dois países. Embora tanto os Estados Unidos quanto o Reino Unido mantenham relações estreitas com muitas outras nações ao redor do mundo, o nível de cooperação no planejamento militar, a execução de operações militares, tecnologia de armas nucleares e a partilha de informações um com o outro tem sido descrita como "sem precedentes" entre as grandes potências ao longo do século XX e início do século XXI.
Os Estados Unidos e o Reino Unido compartilham da maior parceria de investimento direto estrangeiro do mundo. O investimento americano no Reino Unido chegou a 255,4 bilhões de dólares em 2002, enquanto o investimento direto britânico nos Estados Unidos totalizou 283,3 bilhões de dólares.

### Canadá

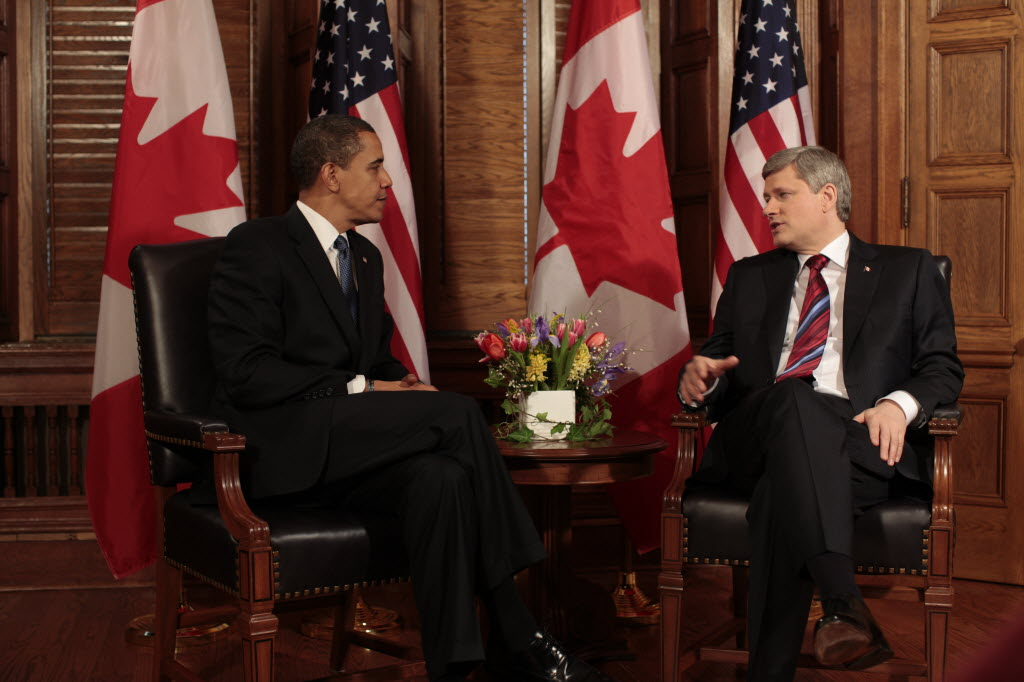
O primeiro-ministro do Canadá Stephen Harper (direita) e o presidente dos Estados Unidos Barack Obama (esquerda) durante um encontro em Ottawa em fevereiro de 2009.

A relação bilateral entre o Canadá e os Estados Unidos é de fundamental importância para ambos os países. Entre 75 e 85% do comércio canadense é feito com os Estados Unidos e o Canadá é o "maior parceiro comercial e principal fornecedor de petróleo" dos Estados Unidos. Embora existam certas disputas entre as duas nações, as relações entre os dois países são estreitas e ambos compartilham a "mais longa fronteira desmilitarizada do mundo". A fronteira foi desmilitarizada após a Guerra anglo-americana de 1812 e, além de incursões menores, manteve-se pacífica. A colaboração militar entre os dois países começou durante a Segunda Guerra Mundial e continuou durante toda a Guerra Fria em uma base bilateral e uma relação multilateral, através da OTAN. Um alto volume comercial e de migração entre os Estados Unidos e Canadá desde a década de 1850 tem gerado uma maior aproximação, apesar da continuidade do medo canadense de ser culturalmente oprimido por seu vizinho, que é dez vezes maior em termos de população e onze vezes maior em termos de economia. As duas economias têm cada vez mais se integrado desde o Tratado Norte-Americano de Livre Comércio (NAFTA), de 1994, que inclui também o México.

### Austrália

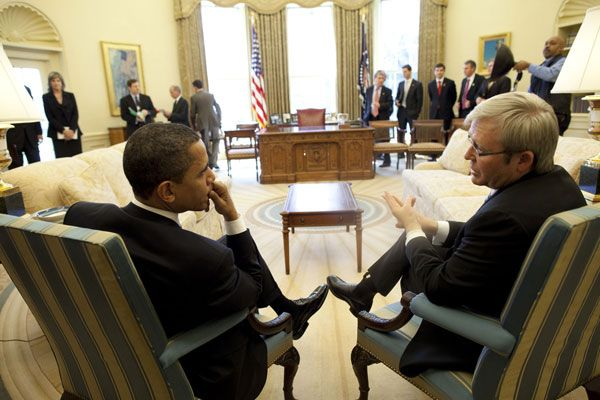
O ex-primeiro-ministro da Austrália, Kevin Rudd, com o presidente Obama em Washington, D.C..

O relacionamento dos Estados Unidos com a Austrália é muito próximo, com a Secretária de Estado, Hillary Clinton, afirmando que "a América não tem um melhor amigo no mundo do que a Austrália." A relação é formalizada pelo tratado ANZUS e pelo Acordo de Livre Comércio Austrália-Estados Unidos. Os dois países têm uma história comum, ambos foram colônias do Império Britânico e muitos norte-americanos buscaram juntaram-se à corrida pelo outro na Austrália no século XIX. A um nível estratégico, a relação realmente ganhou destaque na Segunda Guerra Mundial, quando os dois países trabalharam muito intimamente na Guerra do Pacífico contra o Império do Japão, com o General Douglas MacArthur desempanhando seu papel como Comandante Supremo dos Aliado baseado na Austrália, tendo, efetivamente, tropas e recursos australianos sob seu comando. Durante este período, a interação cultural entre a Austrália e os Estados Unidos foi elevada a um nível superior, sendo que mais de 1 milhão de militares americanos foram deslocados para a Austrália durante o curso da guerra. A relação continuou a evoluir ao longo da segunda metade do século XX e hoje envolve um forte relacionamento, levando o secretário de Estado adjunto para Assuntos do Leste Asiático e Pacífico, Kurt M. Campbell, a declarar que "nos últimos dez anos, [Austrália] subiu para um dos mais próximos um ou dois aliados [dos EUA] no planeta."

### Israel
A principal expressão de apoio do Congresso dos Estados Unidos à Israel tem sido a ajuda externa. Desde 1985, os Estados Unidos forneceram cerca de US$ 3 bilhões em subsídios anuais para o governo israelense, sendo Israel o maior receptor anual de ajuda americana entre 1976 e 2004 e o maior receptor cumulativo de ajuda desde a Segunda Guerra Mundial. Israel é um dos "dois originais aliados extra-NATO aliados no Oriente Médio. Atualmente, existem sete grandes principais aliados extra-OTAN no Grande Oriente Médio.

### Japão
Matthew C. Perry, entre 1852 e 1854, foi com navios de guerra ao Japão para abrir o país ao comércio, o que acabou com o isolacionismo japonês e forçou o país a se envolver com o mundo exterior. As cidades de Hiroshima e Nagasaki foram bombardeadas por bombas nucleares pelos Estados Unidos durante a Segunda Guerra Mundial, as primeiras e únicas cidades do mundo a serem atacadas desta maneira. Desde então, as relações entre os dois países têm sido excelentes. Os Estados Unidos consideram o Japão como um dos seus aliados mais próximos e o país asiático é considerado tanto um principal aliado extra-OTAN quanto um país de contato da organização. Os Estados Unidos têm várias bases militares no Japão, incluindo Yokosuka, que abriga a Sétima Frota dos Estados Unidos. As Forças de Autodefesa do Japão cooperam com o Exército dos EUA, muitas vezes fornecendo segurança e auxílio na realização de jogos de guerra.

### Coreia do Sul
As relações longíquas da Coreia do Sul com os Estados Unidos têm sido mais extensas desde 1945, quando os Estados Unidos ajudaram a estabelecer o capitalismo no Sul da Coreia e lideraram a Guerra da Coreia patrocinada pela ONU contra a Coreia do Norte e a China (1950-1953). Estimulado pela forte ajuda americana, o rápido crescimento econômico, democratização e modernização sul-coreana reduziu muito a dependência do país dos Estados Unidos. Um grande número de forças militares dos EUA permanecem na Coreia. Em 2009 na cúpula do G20 em Londres, o presidente dos Estados Unidos, Barack Obama, chamou a Coreia do Sul "um dos principais aliados e maiores amigos dos Estados Unidos."

### Taiwan
Taiwan (República da China), não tem relações diplomáticas oficiais reconhecida e não é oficialmente reconhecida pelo Departamento de Estado dos Estados Unidos, mas conduz relações diplomáticas não-oficiais através de sua embaixada de facto, vulgarmente conhecido como "Instituto Americano em Taiwan" (AIT) e é considerado um forte aliado asiático e apoiante dos Estados Unidos.